# Låt oss fröjdas, gladligt sjunga
Låt oss fröjdas, gladligt sjunga är en påskpsalm i åtta verser av Ernst Christoph Homburg, "Last vns jauchzen, last vns singen", från 1659 som Petrus Brask översatte 1690. Texten till första strofen finns redan i Israel Leimontinus’ handskrivna koralbok 1675. Jesper Swedberg gjorde en bearbetning 1694, Johan Åström 1814 och Johan Olof Wallin 1819 till en psalm med sex verser.
Inledningsorden i 1695 års psalmbok är:
Låt oss frögdas, gladlig siunga
Låt oss alla medh wår tunga
|  |
|  |

## Publicerad som
- Nr 170 i 1695 års psalmbok under rubriken "Påska Psalmer - Om Christi Upståndelse".
- Nr 109 i 1819 års psalmbok under rubriken "Jesu kärleksfulla uppenbarelse i mänskligheten: Jesu uppståndelse (påskpsalmer)".
- Nr 109 i 1937 års psalmbok under rubriken "Påsk".